# ویل استنتون
ویل استنتون (انگلیسی: Will Stanton؛ ‏ ۱۸ سپتامبر ۱۸۸۵ – ۱۸ دسامبر ۱۹۶۹) بازیگر اهل ایالات متحده آمریکا بود.
از فیلم‌هایی که وی در آن نقش داشته‌است، می‌توان به با عشق و نارضایتی، ملوانان، مراقب باشید!، سیدی تامسون، بازگشت دکتر فو مانچو، ما را ببخشید، بندرگاه قدیمی!، سواران، آلیس در سرزمین عجایب، شورش در بونتی، خشم، لویدز لندن، شاهزاده و گدا، جرم بین‌المللی، چهار مرد و یک نیت خیر، سریع و خشمگین، شیطان و خانم جونز، گروهبان یورک، باد وحشی را درو کن، آقای اسکفینگتون، روح کانترویل، قلب‌های ما جوان و سرخوش بود، گمشده در حرم، هر کس سوی خودش، روح و خانم میور، دنده آدام، آخرین موهیکان و تبعید اشاره کرد.